# Triptolina
La triptolina, también conocida como tetrahidro-β-carbolina y tetrahidronorharmano, es un derivado orgánico natural de la beta-carbolina. Es un alcaloide relacionado bioquímicamente con las triptaminas. Los derivados de la triptolina tienen una variedad de propiedades farmacológicas y se conocen colectivamente como triptóleinas.

## Farmacología
Muchas triptolinas son inhibidores selectivos competitivos de la enzima monoamino oxidasa tipo A (MAO-A). 5-Hidroxitriptolina y 5-metoxitriptolina (pinolina) son los inhibidores de monoaminooxidasa (IMAO) más activos con IC50 de 0.5 μM y 1.5 μM respectivamente, usando 5-hidroxitriptamina (serotonina) como sustrato.
Las triptolinas también son potentes inhibidores de la recaptación de serotonina y epinefrina, con una selectividad significativamente mayor para la serotonina. La comparación de la cinética de inhibición de las tetrahidro-β-carbolinas para la recaptación de serotonina y epinefrina con la de la respuesta de agregación plaquetaria a estas aminas ha demostrado que la 5-hidroximetritripolina, la metiltripolina y la triptolina son inhibidores pobres de la recaptación. En todos los aspectos, la 5-hidroxitriptolina y la 5-metoxitriptolina mostraron una mayor actividad farmacológica que la triptolina y la metotriptolina.
Aunque la formación in vivo de las triptolinas ha sido motivo de controversia, tienen una profunda actividad farmacológica.